# Garry Parker
Garry Parker (Oxford, 7 september 1965) is een Engels voormalig betaald voetballer die als centrale middenvelder speelde. Hij speelde achtereenvolgens voor Nottingham Forest, Aston Villa en Leicester City, waarmee hij actief was in de First Division en vanaf 1992 de Premier League.

## Clubcarrière
Garry Parker won in totaal vijf keer de League Cup – één keer met Aston Villa onder Ron Atkinson, twee keer met Nottingham Forest onder Brian Clough en twee keer met Leicester City onder Martin O'Neill. Hij verloor met Nottingham Forest tevens een keer de finale van de FA Cup, in 1991. Parker speelde volledige wedstrijd. Tottenham Hotspur won de beker na verlenging (1-2). Des Walker maakte een eigen doelpunt, waardoor Forest verloor. De finale zou echter vooral de geschiedenisboeken ingaan als de dag waarop de carrière van de voormalige sterspeler van het Engels voetbalelftal en Spurs-middenvelder Paul Gascoigne in gevaar kwam. Gascoigne scheurde de gewrichtsbanden van zijn knie en zou nooit echt weer de oude worden.
Parker verdedigde drie seizoenen het rood van Forest, van 1988 tot 1991. Hij scoorde zeventien keer.
In zijn periode als middenvelder van Aston Villa, van 1991 tot 1995, speelde hij met spelers als Paul McGrath, Kevin Richardson, Andy Townsend en Dwight Yorke. Townsend speelde Parker uit het elftal. In maart 1994, voor de League Cup-finale, werd hij door trainer Ron Atkinson – die hem eerst wél vaak opstelde – uit de selectie geweerd.
Parker won de League Cup met Leicester in 1997 en 2000. In de finale van 1997 werd Middlesbrough verslagen na het spelen van twee wedstrijden. Parker stond beide wedstrijden in de basis. Bij de winst van de League Cup in 2000 – met Leicester tegen het verrassende Tranmere Rovers – was Parker er evenwel niet (meer) bij, hoewel nog steeds lid van de club. Matt Elliott scoorde beide doelpunten voor Leicester.
Garry Parker speelde zijn allerlaatste competitiewedstrijd voor Leicester tegen Middlesbrough op 31 januari 1999, maar maakte nog twee jaar deel uit van de A-kern van The Foxes.

## Interlandcarrière
Parker speelde bij de jeugd voor het Engels voetbalelftal onder 21, waar hij tot zes interlands kwam en één keer doel trof van 1986 tot 1988.

## Erelijst
Nottingham Forest FC
- League Cup

1989, 1990
 Aston Villa FC
- League Cup

1994
 Leicester City FC
- League Cup

1997, 2000